# Malta nos Jogos Paralímpicos de Verão de 2012
Malta foi um dos participantes dos Jogos Paralímpicos de Verão de 2012, na cidade de Londres, no Reino Unido.

## Desempenho

### Natação
Masculino
| Atletas         | Evento                | Preliminares | Preliminares | Final       | Final       |
| Atletas         | Evento                | Marca        | Posição      | Marca       | Posição     |
| --------------- | --------------------- | ------------ | ------------ | ----------- | ----------- |
| Matthew Sultana | 50 metros livre - S10 | 31s12        | 20º          | Não avançou | Não avançou |